# Elachista saarelai
Elachista saarelai is een vlinder uit de familie grasmineermotten (Elachistidae). De wetenschappelijke naam is voor het eerst geldig gepubliceerd in 2010 door Kaila & Sippola.
De soort komt voor in Europa.